# Helmut Bantz
Pour les articles homonymes, voir Bantz.
Helmut Bantz (né le 14 septembre 1921 à Spire, mort le 4 octobre 2004 à Brauweiler) est un gymnaste allemand qui a remporté la médaille d'or à l'épreuve de saut de cheval lors des Jeux olympiques d'été de 1956.

## Carrière
Helmut Bantz grandit à Spire. Il souhaitait devenir footballeur professionnel, mais son père, dirigeant de l'équipe de gymnastique de Spire, le persuade de se tourner vers la gymnastique.
Il est fait prisonnier de guerre par les Anglais en 1944. En tant que prisonnier de guerre, il a entraîné l'équipe anglaise de gymnastique lors des Jeux olympiques d'été de 1948 à Londres (l'Allemagne n'avait pas obtenu le droit de participer à ces jeux). À sa libération, il retourne en Allemagne, malgré quelques propositions de club anglais.
Helmut Bantz participe à ses premiers Jeux olympiques lors des Jeux olympiques d'été de 1952 à Helsinki. Il termine 7e du concours général. En 1954, il termine à la deuxième place, lors des Championnats du monde de gymnastique à Rome au saut de cheval et à la barre fixe. En 1955, il obtient le titre de champion d'Europe à Francfort aux barres parallèles. 
En 1956, aux Jeux olympiques à Melbourne, il remporte la médaille d'or au saut de cheval, à égalité avec le soviétique Valentin Muratov. Il s'agissait de la première médaille d'or d'un sportif allemand après la Seconde Guerre mondiale. 
Aux Jeux olympiques d'été de 1960 à Rome, Helmut Bantz était remplaçant et n'a pas été titularisé.
Il met ensuite un terme à sa carrière.

## Après sa carrière sportive
Helmut Bantz a travaillé ensuite comme professeur de sport. Il a enseigné pendant plusieurs années, jusqu'en 1984 à l'Université Allemande du Sport à Cologne. Parmi ses élèves, il y eut notamment Erich Ribbeck, Jupp Heynckes et Günter Netzer.
Il a reçu la croix de chevalier de l'ordre du Mérite de la République fédérale d'Allemagne.
Helmut Bantz a vécu à Brauweiler. Marié à Erika, il a eu deux filles, Sabine et Susanne, et un garçon, Rainer. 
Il a eu à affronter plusieurs maladies graves: en 1981, une attaque cardiaque, une opération du dos en 1984, une amputation de la jambe en 1994 avant de perdre la jambe qui lui restait quelques années plus tard.
Helmut Bantz est décédé en 2004 des suites d'une longue maladie.

## Sources
- (de) Cet article est partiellement ou en totalité issu de l’article de Wikipédia en allemand intitulé « Helmut Bantz » (voir la liste des auteurs).